# Heinrich Salmuth
Heinrich Salmuth (Schweinfurt, 2 marzo 1522 – Lipsia, 20 marzo 1576) è stato un teologo e pastore protestante tedesco.

## Biografia
Figlio di un rispettato nobile, Georg Beringer, dopo la sua morte prese il cognome del patrigno, Sebastian Salmuth. Dopo essersi formato nella sua città natia, frequentò a partire dal 1536 l'Università di Lipsia, dove conseguì il baccalaureato delle arti nel 1541 e la laurea nel 1545; nel 1552 divenne diacono.
Nominato nel 1556 professore di teologia e arcidiacono nella chiesa di San Nicola, nel 1557 visitò la Turingia e in particolare Mühlhausen e nel 1559 diventò parroco della chiesa di San Tommaso. Nel 1565 fu incaricato di riorganizzare l'Università di Jena e nel 1573, dopo la morte del suocero Johann Pfeffinger, fu nominato sovrintendente di Lipsia.
Dal matrimonio con Elisabeth Pfeffinger nacquero dodici figli, tra cui Johann Salmuth, anch'egli teologo luterano.